# ابوادز
ابوادز (به لاتین: Aboadze) در غنا است که در استان غربی واقع شده‌است.